# Masicera sphingivora
Masicera sphingivora är en tvåvingeart som först beskrevs av Robineau-desvoidy 1830.  Masicera sphingivora ingår i släktet Masicera och familjen parasitflugor. Inga underarter finns listade i Catalogue of Life.